# Stracone pokolenie
Stracone pokolenie (ang. Lost Generation) – nazwa pokolenia pisarzy, którzy dorastali podczas I wojny światowej. Termin został spopularyzowany przez Ernesta Hemingwaya, który użył go w jednym z dwóch kontrastujących epigrafów swojej powieści Słońce też wschodzi (1926). Hemingway przypisuje frazę Gertrudzie Stein, swojej ówczesnej mentorce. Do tego pokolenia zaliczają się artyści tacy jak Francis Scott Fitzgerald, T.S. Eliot, James Joyce, Sherwood Anderson, John Dos Passos, John Steinbeck, William Faulkner, Waldo Peirce, Isadora Duncan, Abraham Walkowitz, Alan Seeger, Franz Kafka, Henry Miller, Aldous Huxley, Louis-Ferdinand Céline, Erich Maria Remarque oraz kompozytorzy Siergiej Prokofjew, Paul Hindemith, George Gershwin i Aaron Copland.

## W literaturze

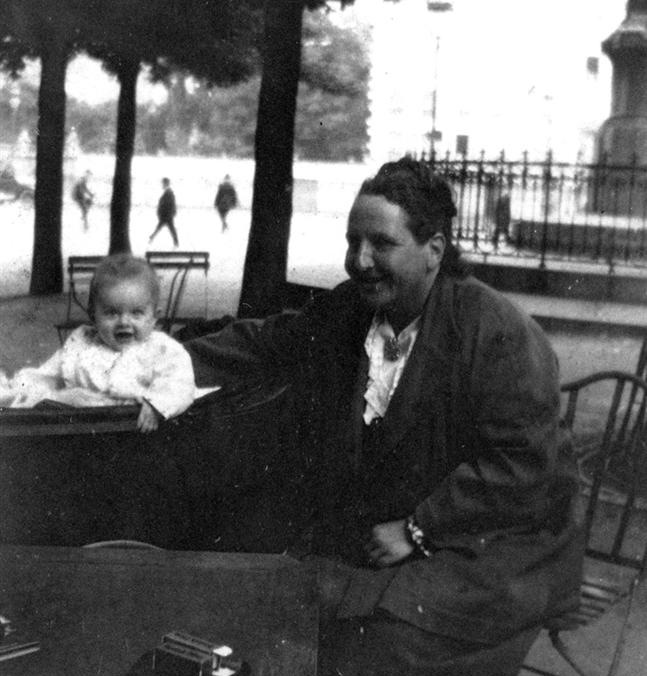
Gertrude Stein z synem Ernesta Hemingwaya, Jackiem Hemingwayem w 1924. Stein przypisuje się wprowadzenie terminu „stracone pokolenie” do powszechnego użytku.

W Ruchomym święcie, opublikowanym po śmierci Stein i Hemingwaya, pisarz twierdzi, że Stein usłyszała termin od właściciela swojego garażu. Kiedy młody mechanik nie był w stanie naprawić auta wystarczająco szybko, właściciel krzyknął na niego „wszyscy jesteście génération perdue”. Stein, kiedy opowiadała historię Hemingwayowi, dodała „Właśnie tym jesteście. Wszyscy wy, którzy służyliście podczas wojny. Jesteście straconym pokoleniem”.
„«Stracone» nie oznacza «zaginione», ale «zdezorientowane», «poszukujące», «zagubione» – przymiotnik służy podkreśleniu zamieszania, braku celu życiowego u osób, które przetrwały wojnę”.
Termin został spopularyzowany przez wydaną w 1926 roku powieść Hemingwaya Słońce też wschodzi, ze względu na epigraf powieści. Dzieło miało uosabiać powojenne pokolenie ekspatriantów. Hemingway napisał jednak później w liście do swojego edytora, Maxa Perkinsa, że „celem książki” nie było pokazanie straconego pokolenia, a raczej tego, że „ziemia trwa po wsze czasy”. Wierzył, że postaci w jego dziele mogły zostać „zmaltretowane”, ale nie były stracone.
W jego wspomnieniach Ruchome święto, opublikowanych pośmiertnie, Hemingway napisał „próbowałem znaleźć złoty środek pomiędzy słowami właściciela garażu pani Stein oraz Eklezjasty”. Kilka linijek później, wspominając ryzyka i zniszczenia wojny, dodaje: „Myślałem o pani Stein oraz Sherwoodzie Andersonie, egoizmie i lenistwie umysłowym, i pomyślałem «kto kogo nazywa straconym pokoleniem?»”.

## Inne zastosowania
Termin najczęściej jest używany do określenia okresu od końca I wojny światowej do początku wielkiego kryzysu. W Stanach Zjednoczonych jest także używany do określenia pokolenia ludzi, którzy dojrzewali niedługo po końcu I wojny światowej, inaczej nazywanego pokoleniem I wojny światowej. Pisarze William Strauss oraz Neil Howe, twórcy teorii pokoleń, definiują „stracone pokolenie” jako osoby urodzone od 1883 do 1900, którzy dojrzewali podczas I wojny światowej oraz lat 20. W Europie, znani są także jako „pokolenie 1914” ze względu na rok rozpoczęcia I wojny światowej. We Francji, gdzie osiadło wielu ekspatriantów, nazywani są czasem génération du feu, czyli „pokoleniem w ogniu”.
W Wielkiej Brytanii termin oryginalnie określał osoby, które zginęły podczas I wojny światowej, szczególnie w odniesieniu do ofiar pochodzących z wyższych klas, których śmierć była odbierana jako utrata przyszłych elit.